# ISO 19128
Lo standard ISO19128 - Interfaccia per server di mappa fa parte degli standard prodotti da ISO/TC211 e specifica il comportamento di un servizio web che produce dinamicamente mappe di dati spazialmente riferiti a partire da informazioni geografiche. Questo standard internazionale definisce una "mappa" come rappresentazione di informazioni geografiche restituendo un'immagine digitale idonea ad essere visualizzata sullo schermo di un computer.
Questo standard è la versione 1.3.0 della specifica OGC Web Map Service